# Ludwik Krasiński (komunista)
Ludwik Krasiński pseud. „Koci Łeb”, „Karol”, „Roman” (ur. 8 września 1903 w Płocku, zm. 1 listopada 1943 w Auschwitz-Birkenau) – robotnik, działacz komunistyczny.

## Życiorys
Z zawodu introligator; w okresie dwudziestolecia międzywojennego działacz KPP na terenie Warszawy. Od 1930 do wiosny 1932 był sekretarzem Komitetu Dzielnicowego (KD) KPP dzielnicy Mokotów, następnie wszedł do „Trójki Samoobrony” Komitetu Warszawskiego KPP. Aresztowany we wrześniu 1932, miesiąc później skazany na rok więzienia. Wyrok odsiadywał w Piotrkowie 9 października 1933 – 9 października 1934. Po zwolnieniu nadal pracował w szeregach KPP aż do jej rozwiązania w 1938, m.in. w kierownictwie Okręgu KPP Warszawa Podmiejska do 1936.
W czasie okupacji niemieckiej od 1940 należał do grupy akademickiej skupiającej członków OMS „Życie”, zwanej także grupą „biuletynowców” (od jej wydawnictwa „Biuletyn Radiowy”). W 1941 skupił wokół siebie grupę działaczy komunistycznych, głównie w dzielnicy Mokotów, od jego pseudonimu zwaną „grupą Romana”. W lipcu 1941 grupa ta dała początek Robotniczo-Chłopskiej Organizacji Bojowej (RChOB). Krasiński wszedł w skład egzekutywy ogólnowarszawskiej organizacji RChOB. Gdy 24 grudnia 1941 w wyniku porozumienia warszawskiej R-ChOB z organizacjami na terenie Radomskiego i Lubelskiego powstała ogólnokrajowa R-ChOB, „Koci Łeb” wszedł do jej kierownictwa z ramienia miasta Warszawy. W lutym 1942 wstąpił do PPR i jako pełnomocnik jej Komitetu Centralnego (KC) był organizatorem PPR w Radomskiem, a następnie w Kieleckiem. Od lutego 1942 do początku maja 1943 był sekretarzem Radomskiego Okręgu PPR, a następnie krótko sekretarzem Kieleckiego Okręgu tej partii. Jednocześnie uczestniczył w akcjach dywersyjnych Gwardii Ludowej (GL) przeciw Niemcom. 29 maja 1943 został aresztowany przez gestapo w Kielcach. Zginął rozstrzelany w obozie śmierci Auschwitz.
W 1946 pośmiertnie został odznaczony Orderem Krzyża Grunwaldu II klasy za zasługi położone w walce z okupantem i udział w pracach konspiracyjnych w okresie okupacji.